# Estonia ai Giochi della XXXI Olimpiade
L'Estonia ha partecipato ai Giochi della XXXI Olimpiade, che si sono svolti a Rio de Janeiro, Brasile, dal 5 al 21 agosto 2016.

## Medaglie

### Medagliere per disciplina
| Sport       | Oro | Argento | Bronzo | Totale |
| ----------- | --- | ------- | ------ | ------ |
| Canottaggio | 0   | 0       | 1      | 1      |
| Totale      | 0   | 0       | 1      | 1      |

### Medaglie di bronzo
| Medaglia | Nome                     | Sport       | Evento                 |
| -------- | ------------------------ | ----------- | ---------------------- |
| Bronzo   | Olaf Tufte, Kjetil Borch | Canottaggio | Due di coppia maschile |

## Atletica
L'Estonia ha qualificato a Rio i seguenti atleti:
- 400m ostacoli maschili - 1 atleta (Rasmus Magi)